# Jasper Weatherby
Jasper Weatherby (* 22. Januar 1998 in Portland, Oregon) ist ein US-amerikanischer Eishockeyspieler, der seit Oktober 2024 beim HC Dynamo Pardubice aus der tschechischen Extraliga unter Vertrag steht und dort auf der Position des Centers spielt. Weatherby, der bereits für die San Jose Sharks in der National Hockey League (NHL) aktiv war, verkörpert den Spielertyp des Power Forwards.

## Karriere
Weatherby spielte als Jugendlicher zunächst an der Canadian International Hockey Academy und später wieder in seiner US-amerikanischen Heimat bei den Omaha Lancers im Bundesstaat Nebraska. Zur Saison 2016/17 wechselte der Stürmer in die British Columbia Hockey League (BCHL), wo er für das US-amerikanische Franchise der Wenatchee Wild auflief. Nachdem er in seinem ersten Jahr bereits 32-mal gepunktet hatte, sammelte er in seinem zweiten Spieljahr 74 Scorerpunkte in der regulären Saison, womit er sich die Brett Hull Trophy als Topscorer der Liga sicherte. Im Verlauf der Playoffs sammelte er in 20 Spielen weitere 38 Punkte und führte die Wild damit zum Gewinn des Fred Page Cups, der Meisterschaftstrophäe der BCHL. Zudem sicherte er sich die Vern Dye Memorial Trophy als wertvollster Spieler und wurde ins First All-Star Team der Liga berufen. Im Juni 2018 wurde der 20-Jährige im NHL Entry Draft 2018 in der vierten Runde an 102. Position von den San Jose Sharks aus der National Hockey League (NHL) ausgewählt.
Der Power Forward entschied sich nach dem Draft jedoch zunächst seine Ausbildung fortzusetzen und begann ein Studium an der University of North Dakota, wo er parallel für die Eishockeymannschaft der Universität, die Fighting Hawks, auflief. Diese gehörten der National Collegiate Hockey Conference (NCHC), einer Division im Spielbetrieb der National Collegiate Athletic Association (NCAA), an. Weatherby verblieb drei Jahre an der Universität und konnte sich währenddessen in seiner Punktausbeute stetig steigern. Nachdem er in der Saison 2020/21 als einer der Assistenzkapitäne fungiert und sich mit dem Team den Divisionstitel der NCHC gesichert hatte, brach er sein Studium ab und unterzeichnete im August 2021 einen Einstiegsvertrag bei den San Jose Sharks. Nach dem saisonvorbereitenden Trainingslager erhielt er dort auf Anhieb einen Stammplatz im NHL-Kader und absolvierte dort letztlich 50 Spiele. Ebenso kam er in 25 Partien für deren Farmteam, die San Jose Barracuda, in der American Hockey League (AHL) zum Einsatz, wo er ab dem Beginn der Saison 2022/23 schließlich fest spielte.
Im Januar 2023 wurde der Stürmer im Tausch für Kyle Criscuolo an die Organisation der Detroit Red Wings abgegeben, wo er bei den Grand Rapids Griffins in der AHL eingesetzt wurde. Anschließend wechselte Weatherby im Juli 2023 als Free Agent zu den Nashville Predators, wo er im Verlauf der Spielzeit 2023/24 aber ausschließlich beim AHL-Kooperationspartner Milwaukee Admirals zu Einsätzen kam. Im September 2024 fand der US-Amerikaner in deren Ligakonkurrenten Bakersfield Condors zunächst einen Arbeitgeber für die Saison 2024/25. Noch bevor er jedoch ein Spiel für die Condors bestritt, erfolgte nur einen Monat später ein abermaliger Wechsel – diesmal zum HC Dynamo Pardubice aus der tschechischen Extraliga.

## Erfolge und Auszeichnungen
| - 2018 Fred-Page-Cup-Gewinn mit den Wenatchee Wild - 2018 Brett Hull Trophy (BCHL Top Scorer) - 2018 Vern Dye Memorial Trophy (BCHL Most Valuable Player) | - 2018 BCHL First All-Star Team - 2021 NCHC-Meisterschaft mit der University of North Dakota |

## Karrierestatistik
Stand: Ende der Saison 2023/24
(Legende zur Spielerstatistik: Sp oder GP = absolvierte Spiele; T oder G = erzielte Tore; V oder A = erzielte Assists; Pkt oder Pts = erzielte Scorerpunkte; SM oder PIM = erhaltene Strafminuten; +/− = Plus/Minus-Bilanz; PP = erzielte Überzahltore; SH = erzielte Unterzahltore; GW = erzielte Siegtore; 1 Play-downs/Relegation; Kursiv: Statistik nicht vollständig)